# Тондираба
То́ндира́ба (эст. Tondiraba — буквально «Болото призрака») — микрорайон в районе Ласнамяэ города Таллина, столицы Эстонии.

## География
Расположен в восточной части Таллина. Площадь — 1,38 км². Плотность населения на 1 января 2023 года — 368,1 чел/км². Граничит с микрорайонами Катлери, Куристику, Мустакиви, Вяо, Сыямяэ, Лаагна и Лоопеалсе.

## Улицы
В микрорайоне Тондираба проходят улицы Варраку, Кивила, Куукиви, Куули, Лаагна, Мустакиви, Тяхесаю, Таэвакиви, Осмуссааре, Пунане и Куули.

## Общественный транспорт
В микрорайоне курсируют городские автобусы маршрутов № 7, 13, 35, 49, 50, 51, 54, 55, 58, 67, 68.

## Население
| Численность населения микрорайона Тондираба на 1 января по данным Регистра народонаселения | Численность населения микрорайона Тондираба на 1 января по данным Регистра народонаселения | Численность населения микрорайона Тондираба на 1 января по данным Регистра народонаселения | Численность населения микрорайона Тондираба на 1 января по данным Регистра народонаселения | Численность населения микрорайона Тондираба на 1 января по данным Регистра народонаселения | Численность населения микрорайона Тондираба на 1 января по данным Регистра народонаселения | Численность населения микрорайона Тондираба на 1 января по данным Регистра народонаселения | Численность населения микрорайона Тондираба на 1 января по данным Регистра народонаселения | Численность населения микрорайона Тондираба на 1 января по данным Регистра народонаселения | Численность населения микрорайона Тондираба на 1 января по данным Регистра народонаселения | Численность населения микрорайона Тондираба на 1 января по данным Регистра народонаселения | Численность населения микрорайона Тондираба на 1 января по данным Регистра народонаселения | Численность населения микрорайона Тондираба на 1 января по данным Регистра народонаселения | Численность населения микрорайона Тондираба на 1 января по данным Регистра народонаселения | Численность населения микрорайона Тондираба на 1 января по данным Регистра народонаселения |
| 2008                                                                                       | 2010                                                                                       | 2011                                                                                       | 2012                                                                                       | 2013                                                                                       | 2014                                                                                       | 2015                                                                                       | 2016                                                                                       | 2017                                                                                       | 2018                                                                                       | 2019                                                                                       | 2020                                                                                       | 2021                                                                                       | 2022                                                                                       | 2023                                                                                       |
| ------------------------------------------------------------------------------------------ | ------------------------------------------------------------------------------------------ | ------------------------------------------------------------------------------------------ | ------------------------------------------------------------------------------------------ | ------------------------------------------------------------------------------------------ | ------------------------------------------------------------------------------------------ | ------------------------------------------------------------------------------------------ | ------------------------------------------------------------------------------------------ | ------------------------------------------------------------------------------------------ | ------------------------------------------------------------------------------------------ | ------------------------------------------------------------------------------------------ | ------------------------------------------------------------------------------------------ | ------------------------------------------------------------------------------------------ | ------------------------------------------------------------------------------------------ | ------------------------------------------------------------------------------------------ |
| 18                                                                                         | ↘9                                                                                         | ↘8                                                                                         | ↗9                                                                                         | ↘7                                                                                         | ↘4                                                                                         | ↘0                                                                                         | →0                                                                                         | →0                                                                                         | ↗3                                                                                         | ↗193                                                                                       | ↗354                                                                                       | ↗434                                                                                       | ↗476                                                                                       | ↗508                                                                                       |

## История
Микрорайон назван в 1991 году в честь находившегося здесь раньше обширного верхового болота Тонди. Болото образовалось из озера, которое, в свою очередь, появилось в 9100—7800-х годах до нашей эры в результате снижения уровня моря.
В 1916 году на территории болота началась активная добыча торфа. В результате строительства улицы Лаагна в 1980-х годах почва высохла, болотный ландшафт был уничтожен и земля заросла кустарником. Из охраняемых растений в Тондираба произрастают дремлик болотный и пальчатокоренник майский.
При строительстве улицы Лаагна в 1983 году на слое известняка геологами был обнаружен кратер метеорита. В честь него названы улицы Tähesaju («Звездопадная») и Taevakivi («Небесный камень»), а также автобусные остановки Lendtähe («Летящая звезда») и Sabatähe («Хвостатая звезда»). В будущем кратер планируется экспонировать как достопримечательность.

## Предприятия, учреждения и объекты досуга
По адресу улица Пунане 69 расположены Ласнамяэская музыкальная школа, Школа по интересам «Тондираба» и Ласнамяэский бадминтонный зал.
В 2014 году по адресу улица Варраку 14 был открыт Ледовый холл «Тондираба», где кроме главной ледовой арены есть гимнастический зал и конференц-зал.
Здесь находятся крупные торговые центры и магазины — «Centrum», «Bauhaus», «Prisma», бизнес-парк «Tähesaju City». В микрорайоне работает Ласнамяэское бюро Кассы по безработице.
В августе 2021 года было завершено строительство парка Тондираба. В парке находятся десять игровых и спортивных площадок, заливной каток, тропа приключений, природная велосипедная дорожка, места для отдыха. Парк стал частью т. н. «зелёного коридора», который начинается у реки Пирита и заканчивается парком Кадриорг. Стоимость работ составила около 6,7 миллиона евро.
До 2009 года в Тондираба работала Эстонская морская академия (улица Мустакиви 25), затем переехавшая в Копли. Здание академии было перестроено под жилой дом «Vega».

## Галерея
- Микрорайон Тондираба
- Улица Осмуссааре
- Ледовый холл «Тондираба»
- Вид с воздуха на бизнес-центр Tähesaju City
- Торговый центр «Centrum»
- Магазин строительных материалов «Bauhaus»
- Магазин «Selver» на улице Тяхесаю
- Жилой дом «Vega»
(бывшее здание Морской академии)
- Мост Мустакиви, граница с микрорайоном Мустакиви